# Mega Man 3
Mega Man 3 (ロックマン3 Dr.ワイリーの最期!? Rokkuman Surī Dokutā Wairī no Saigo!??, lit. Rockman 3: El fin del Dr. Wily!?) es un videojuego de plataformas y acción desarrollado y publicado por Capcom para Nintendo Entertainment System. Es el tercer juego de la serie Mega Man original y se lanzó originalmente en Japón el 28 de septiembre de 1990. El juego se localizó en América del Norte más tarde en 1990 y en las regiones europeas en 1992. Después de los eventos de Mega Man 2, la trama sigue al héroe titular mientras ayuda a su creador, el Dr. Light, y a un ex villano, el Dr. Wily, a recolectar partes para un robot de mantenimiento de la paz al derrotar a varios Robot Masters que se han vuelto locos.
Un juego de plataformas y acción, Mega Man 3 sigue el mismo formato establecido por sus dos predecesores. El jugador, como Mega Man, debe completar una serie de etapas en cualquier orden. Derrotar al jefe de un escenario le dará al jugador su arma especial, que puede seleccionarse y usarse a voluntad durante el resto del juego. Mega Man 3 presenta nuevos elementos de juego, como el compañero canino de Mega Man, Rush, y la capacidad de deslizarse por el suelo. A diferencia de las dos primeras entregas de la serie, el artista y diseñador Keiji Inafune ha considerado que la creación de Mega Man 3 fue muy estresante debido a las limitaciones de tiempo y sus propias responsabilidades durante su desarrollo.

## Historia
Mega Man 3 tiene lugar durante un año no especificado durante el siglo XXI (20XX). El científico loco Dr. Wily, habiendo fracasado dos veces sus planes de dominación mundial, afirma haberse reformado y comienza a trabajar con el Dr. Light en un proyecto para construir un robot de mantenimiento de la paz llamado "Gamma".  Robot Masters a cargo de un conjunto de "mundos mineros", sin embargo, se vuelven locos y se llevan los ocho cristales de poder de Gamma.  Mega Man entra en acción, esta vez con un compañero canino llamado Rush, para recuperar los cristales de los sitios.  A lo largo de su misión, el protagonista se encuentra y pelea continuamente con Break Man, un enemigo enmascarado que tiene habilidades comparables a las de Mega Man. Después de que Mega Man destruye los ocho Robot Masters, vuelve a visitar cuatro de los sitios de minería para enfrentarse a ocho "Doc Robots", que poseen las habilidades de los Robot Masters de la misión anterior de Mega Man. Una vez que se recuperan los cristales, Wily vuelve a sus malos caminos, roba a Gamma y se retira a su nueva fortaleza. Para detener el nuevo plan de Wily para conquistar el mundo, Mega Man destruye a Gamma y derrota a Wily en una confrontación final. Cuando la fortaleza comienza a derrumbarse, Break Man aparece con tiempo suficiente para salvar a Mega Man, pero es demasiado tarde para salvar a Wily, quien es visto siendo aplastado bajo los escombros. Cuando Mega Man recupera la conciencia en el laboratorio del Dr. Light, su creador le informa que Break Man era en realidad su hermano mayor, Proto Man.

## Jugabilidad
Mega Man 3 conserva los elementos del juego de plataformas y acción establecidos por los dos juegos de Mega Man lanzados antes. El jugador controla al protagonista Mega Man mientras atraviesa ocho etapas seleccionables. El arma bláster principal del jugador se usa para defenderse de los numerosos enemigos del juego. Se pueden recoger varios potenciadores en cada etapa, incluida la energía vital, munición de armas especiales, vidas extra y "E-Tanks", que se almacenan y se pueden seleccionar para recargar completamente la energía vital del jugador. Al final de cada etapa, el jugador debe derrotar a un jefe Robot Master: Magnet Man, Hard Man, Top Man, Shadow Man, Spark Man, Snake Man, Gemini Man o Needle Man. Cada Robot Master presenta un arma y un escenario únicos relacionados con el poder del arma. Después de derrotar a un jefe, su arma distintiva se agrega al arsenal de Mega Man. Los Robot Masters son débiles a las armas de algunos otros Robot Masters, lo que permite al jugador facilitar las batallas contra jefes superando algunas etapas antes que otras.
Mega Man 3 es el primer juego de Mega Man que presenta la maniobra de deslizamiento, que permite al jugador deslizarse bajo los ataques enemigos y las barreras de bajo nivel. Después de completar ciertas etapas, Mega Man puede acceder a nuevas habilidades en su compañero perro robot Rush. Las transformaciones de Rush incluyen el "Rush Coil" para saltar más alto, el "Rush Jet" para volar alrededor de la pantalla y el "Rush Marine" para viajar bajo el agua. A lo largo de las distintas etapas, el jugador se encuentra con Proto Man (como Break Man), un mini-jefe que, una vez derrotado, abrirá pasillos para que el jugador avance. Mega Man 3 también amplía los dos juegos anteriores al tener etapas adicionales establecidas entre los ocho Robot Masters iniciales y las etapas lineales de la fortaleza del Dr. Wily. Se puede usar un sistema de contraseña para regresar al juego con la mayoría de las etapas completadas. Los "Doc Robots" se enfrentan después de derrotar a los 8 Robot Masters. Te enfrentas a Doc Robots en el escenario Spark Man, el escenario Needle Man, el escenario Gemini Man y el escenario Shadow Man.

## Desarrollo
El desarrollo de Mega Man 3 comenzó en Capcom más de un año después del lanzamiento de Mega Man 2. Akira Kitamura, el supervisor principal de los dos primeros juegos, dejó su trabajo en la empresa durante ese lapso de tiempo. El artista Keiji Inafune, acreditado como "Inafking", consideró a Mega Man 3 como una de sus entradas menos favoritas en la serie debido a "[...] lo que entró en el juego y lo que hubo detrás del lanzamiento del juego". Tenía "nociones preestablecidas" sobre el desarrollo exitoso debido a la buena experiencia del equipo con Mega Man 2 y descubrió que su nuevo superior "realmente no entendía a Mega Man como su predecesor". Durante la producción del juego, los desarrolladores perdieron el planificador principal, por lo que Inafune tuvo que hacerse cargo de ese trabajo para completarlo. Inafune recordó los dos últimos meses de desarrollo como particularmente turbulentos, cuando tuvo que asumir la responsabilidad de evaluar y dividir las tareas entre los miembros del equipo que no cumplían con los plazos. El equipo se vio obligado a poner Mega Man 3 en el mercado antes de que pensaran que estaba listo. Inafune concluyó: "Sabía que si teníamos más tiempo para pulirlo, podríamos hacer muchas cosas mejor, convertirlo en un juego mejor, pero la compañía dijo que teníamos que lanzarlo. La producción del juego es lo que menos me gustó. Números uno y dos: tenía muchas ganas de hacer los juegos; estaba tan emocionado con ellos. Número tres: simplemente se volvió muy diferente".
Mega Man 3 trajo nuevos personajes y mecánicas de jugabilidad a la franquicia. Aunque Inafune considera que el juego ha perdido algo de su simplicidad, sintió que la habilidad de deslizamiento de Mega Man se implementó con éxito para mejorar el control del jugador mientras lucha contra los enemigos. El perro compañero de Mega Man, Rush, fue diseñado combinando la funcionalidad de tres herramientas de apoyo de Mega Man 2, lo que facilitaría la navegación del jugador por los escenarios. Además de los modos Marine y Coil, Rush originalmente tenía la intención de tener un modo de "taladro" que permitiría a Mega Man hacer túneles subterráneos. Otro personaje nuevo, Proto Man, se introdujo de una manera que el jugador no podría saber si era un aliado o un enemigo de Mega Man. Su diseño fue influenciado por el anime, y le dieron una bufanda y un escudo para que pareciera "más duro" que Mega Man. El equipo de diseño quería que Proto Man luciera el cabello descubierto, pero en su lugar optaron por una ilustración de casco abierto tanto para los comerciales de televisión como para el manual de instrucciones. El nombre japonés original de Proto Man, Blues, fue cambiado por la división norteamericana de Capcom a pesar de las protestas de Inafune. Capcom hizo esto no solo para ser consistente con el nombre en inglés de Rockman, sino porque pensaron que el nombre Blues no tenía sentido. Inafune intentó defenderlo debido a la connotación musical del nombre a los nombres de los personajes de la serie. Aunque Rush y Proto Man fueron creados únicamente por el desarrollador, Capcom buscó ideas de los fanáticos para la creación de Robot Masters del juego como lo habían hecho con Mega Man 2. El equipo recibió alrededor de 50.000 presentaciones de diseño para Mega Man 3, de las cuales solo ocho se usaron en el juego. Harumi Fujita, acreditada como "Mrs. Tarumi", fue la compositora inicial del juego, pero solo completó algunas canciones antes de dar a luz y tener que abandonar el proyecto. Compuso las canciones "Needle Man", "Gemini Man" y "Staff Roll". Luego se asignó al compositor de Capcom Yasuaki Fujita, también conocido como "Bun Bun", para completar la banda sonora y crear la mayor parte de la partitura.

## Recepción
Mega Man 3 ha disfrutado de una recepción positiva de fuentes impresas y en línea. Lucas M. Thomas de IGN, Christian Nutt y Justin Speer de GameSpot, Hartley, Patricia y Kirk Lesser ("The Lessers") de Dragon, Dan Whitehead de Eurogamer, Edward J. Semrad de The Milwaukee Journal y Electronic Gaming Monthly (EGM), y el personal de Nintendo Power encontró que el juego tenía gráficos impresionantes, música agradable y una jugabilidad desafiante. Nutt y Speer resumieron Mega Man 3 como un "juego de primer nivel" y el "pináculo del esfuerzo de NES" de Capcom. Colin Moriarty de IGN argumentó que el juego es una mejora importante con respecto al Mega Man original y que incluso supera al Mega Man 2 aclamado por la crítica en calidad. Moriarty justificó esta afirmación con el intento de la tercera entrega de una mejor narración, su mayor duración que cualquier otro juego clásico de Mega Man y la inclusión de los ocho Robot Masters de Mega Man 2 además del suyo. Brett Alan Weiss (AllGame) lo describió como hacer lo que "se supone que hace una gran secuela al recuperar la diversión, el espíritu y la emoción de sus predecesores mientras agrega nuevos niveles, personajes y desafíos".
Algunos críticos han juzgado que Mega Man 3 es excesivamente difícil. El colaborador de GamePro, McKinley Noble, declaró cómicamente que acciones como "sacarse los dientes, levantar un automóvil por encima de la cabeza o realizar una cirugía a corazón abierto" son significativamente más fáciles que vencer a Mega Man 3. Whitehead señaló: "Los saltos deben ser precisos, los enemigos deben ser despachados con rapidez y precisión, y hay un estado constante de delicioso casi pánico mientras esperas para ver qué demandas viciosas impondrá la siguiente sala en tus habilidades de plataformas". Los Lessers también vieron un parpadeo considerable cuando aparecían demasiados sprites en la pantalla a la vez. Los escritores mencionaron que restó valor a los gráficos normalmente nítidos las pocas veces que se notó.
Desde su lanzamiento en 1990, Mega Man 3 ha vendido más de un millón de copias en todo el mundo, lo que lo convierte en el 48.º juego de Capcom más vendido. EGM incluyó a Mega Man 3 como "La mejor secuela de un juego existente" en su Guía del comprador de videojuegos de 1991. Los lectores de Nintendo Power lo votaron como el tercer mejor juego de 1990 en los "Nintendo Power Awards" de la revista para ese año.  La publicación incluyó a Mega Man 3 como el undécimo mejor videojuego de NES en su edición del 20 aniversario en 2008. IGN lo incluyó en el número 16 en sus "100 mejores juegos de NES de todos los tiempos". Finalmente, GamePro clasificó a Mega Man 3 como el tercer mejor videojuego de 8 bits de todos los tiempos.

## Legado
Mega Man 3 ha visto lanzamientos en muchas consolas y otros dispositivos desde su debut en 1990 en la NES. En los Estados Unidos, Tiger Electronics lo convirtió en un juego de LCD portátil y simplificado. Es el único juego de Mega Man en la biblioteca arcade PlayChoice-10 de Nintendo. Mega Man 3 fue rehecho en 1994 para el juego de Sega Genesis Mega Man: The Wily Wars, con gráficos y sonido actualizados. Mega Man 3 fue lanzado en la PlayStation de Sony en la línea Rockman Complete Works en Japón en 1999. Esta versión tiene música, galerías de arte y un modo "navi" para jugadores principiantes. La edición NES del juego también fue parte de una compilación norteamericana de diez títulos de la serie llamada Mega Man Anniversary Collection, que se lanzó para PlayStation 2 y Nintendo GameCube en 2004, y para Xbox en 2005. También en 2005, Mega Man 3 se incluyó junto con otros juegos de Capcom como parte de un periférico Plug It In & Play TV Games de Jakks Pacific. Mega Man 3 fue lanzado por Capcom en teléfonos móviles en Japón en 2005 y en Norteamérica en 2008. La versión de NES llegó al servicio de consola virtual de Nintendo Wii en todo el mundo en 2008. La versión Complete Works se lanzó en PlayStation Network (descargable en PlayStation 3 y PlayStation Portable) en Japón en 2010 y en Norteamérica en 2011. Mega Man 3 estuvo disponible para su descarga en la consola virtual de Nintendo 3DS en Japón el 26 de septiembre de 2012. Finalmente, Mega Man 3 y su precuela Mega Man 2 están incluidos en la colección Super Retro-Cade, una consola dedicada lanzada en 2018 que viene con 90 videojuegos arcade, NES y Super NES.
Muchas de las características introducidas en Mega Man 3 han sido continuadas por la serie. Estos incluyen los personajes Proto Man y Rush, la capacidad del jugador para deslizarse y etapas adicionales entre los ocho Robot Masters iniciales y la fortaleza del Dr. Wily. Sin embargo, con el lanzamiento de Mega Man 9 en 2008, algunos de estos elementos y otros implementados en la tercera a la octava entregas fueron abandonados a favor de los aspectos más básicos de Mega Man y Mega Man 2. Los productores de Mega Man 9 se han referido al noveno juego como "el nuevo Mega Man 3" porque querían superar lo que lograron en Mega Man 2.
El juego fue adaptado a la serie Mega Man de Archie Comics durante un largo periodo, con la introducción de Gamma y el robo de su fuente de energía en el arco "Redemption", mientras que la adaptación completa tiene lugar en "Legends of the Blue Bomber" y "The Ultimate Traición". Una de las mayores diferencias fue que Super Adventure Rockman se adaptó a la continuidad antes de este juego; como tal, los Robot Masters de Mega Man 3 debutan en esa adaptación. Esto también da como resultado que las ruinas de origen de Shadow Man se conviertan en las Ruinas Lanfront de Super Adventure Rockman y conecten su historia con la de Ra Moon; un flashback que aparece en el arco de "Legends of the Blue Bomber" revela que su historia también está relacionada con el misterioso robot que lucha contra Duo al comienzo de Mega Man 8. Además, hay un solo "Robot DOC" en el juego, equipado con las armas y los datos de personalidad de los Robot Masters de Mega Man 2.

## Otras lecturas
- Pane, Salvatore (26 de septiembre de 2016). Mega Man 3. Los Angeles: Boss Fight Books. ISBN 978-1-940535-14-2.